# Herbestemming

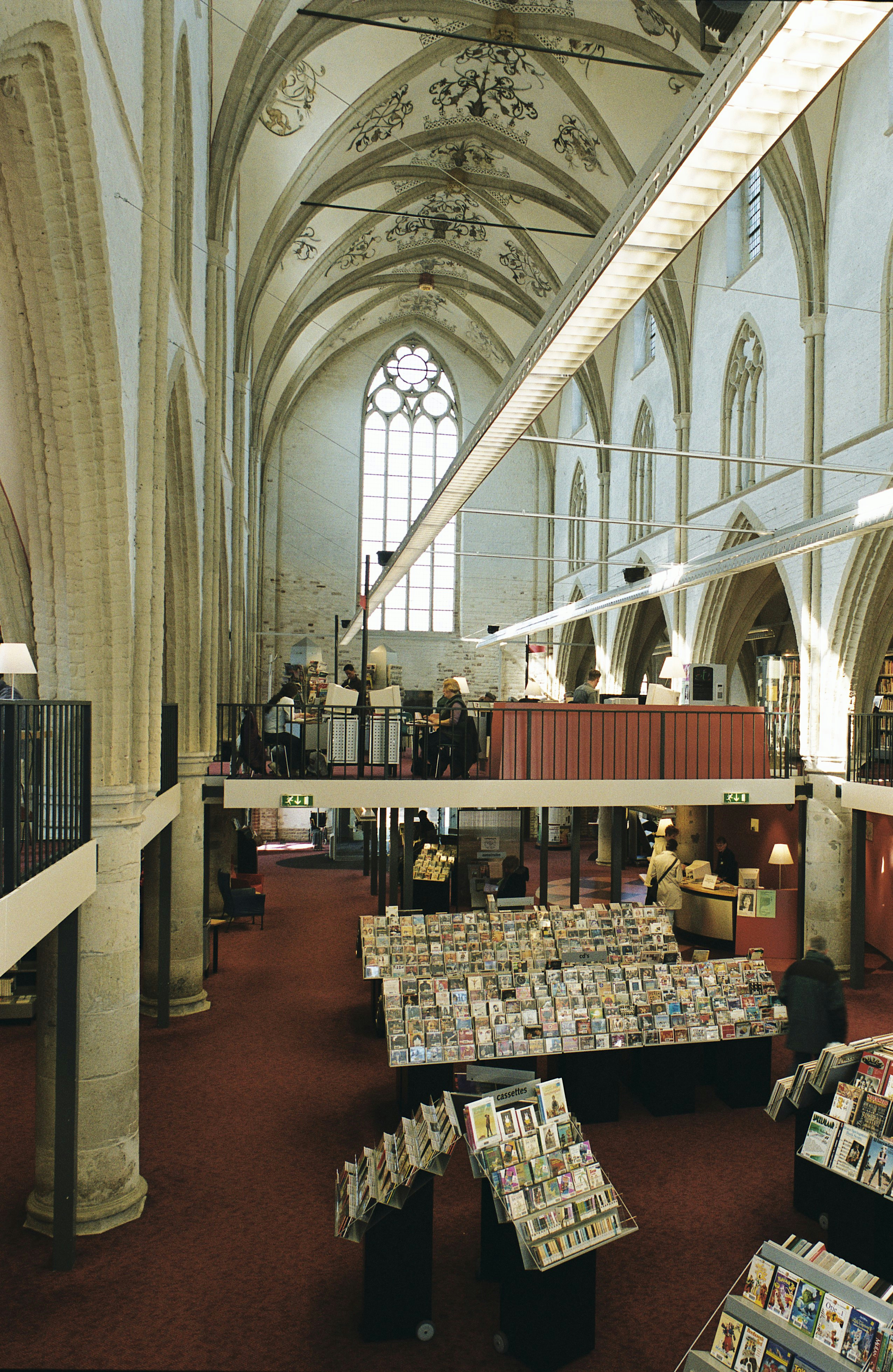
Broederenkerk (Zutphen), sinds 1983 in gebruik als bibliotheek

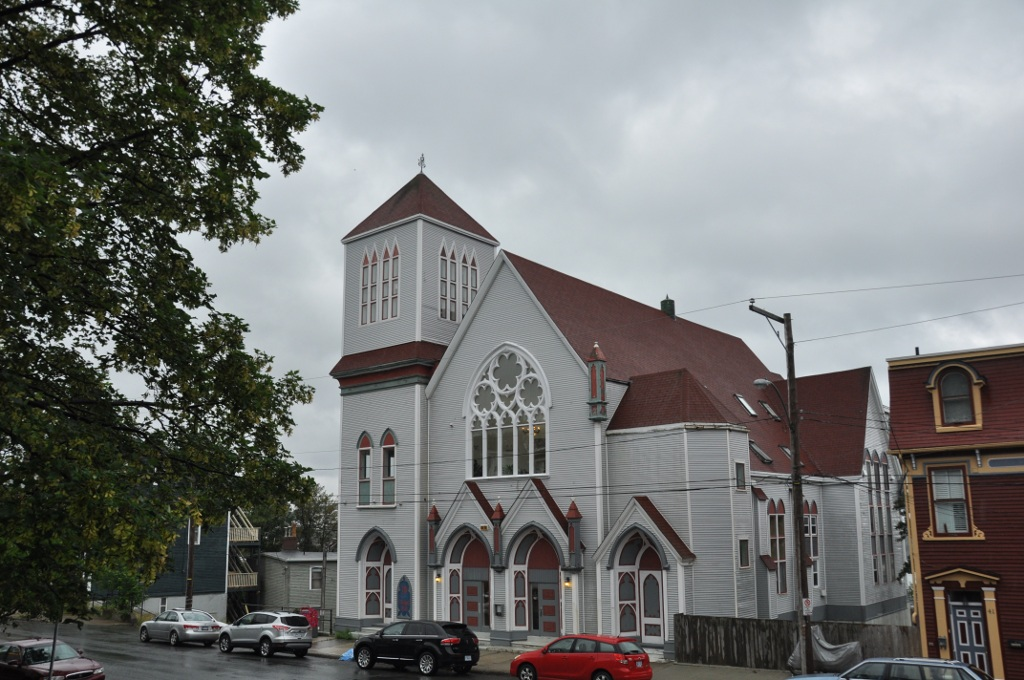
De Chapel Hill Condominiums in de Oost-Canadese stad St. John's zijn een voorbeeld van een kerkgebouw dat herbestemd werd tot een appartementencomplex.

Herbestemming (werkwoord 'herbestemmen') is het geven van een nieuwe functie aan een bestaand pand, om zo cultuurhistorische, architecturale en andere waarden voor de samenleving van de historische omgeving te behouden.

## Geschiedenis van het herbestemmen
Na de Tweede Wereldoorlog was het onder druk van het vooruitgangsdenken tot zeker de jaren 90 de norm om leegstaande panden te slopen en er iets nieuws voor in de plaats te zetten. Daar er in de wederopbouwperiode ook sprake was van woningnood, ontving dit gegeven al vanaf ongeveer 1970 steeds meer kritiek. De roep om doorgebruik, of hergebruik steeg en zeker in de grotere binnensteden was dit een belangrijk factor voor het opkomen van de kraakbeweging. Het begrip herbestemmen heeft daarom in eerste instantie vooral betekenis gekregen in relatie tot industrieel erfgoed, waarbij -zo dacht men toen althans - woningbouw niet direct zo voor de hand lag. Steeds vaker werden leegstaande industriele panden aangewezen tot rijksmonument, waardoor sloop niet meer tot opties behoorde maar ook bovendien grote restricties met zich meebracht voor het aanpassen van een gebouw. Op deze manier droeg bescherming direct bij aan leegstand, wat het erfgoed nadrukkelijk niet ten goede kwam.
In de jaren 70 werd voor het eerst in Nederland geëxperimenteerd met de (grootschalige) herbestemming van leegstaande fabrieken, maar pas in de jaren 80 en vooral 90 neemt herbestemmen een grote vlucht. Ook het aantal organisaties dat zich hiervoor inzet neemt exponentieel toe. Als koepel voor het industrieel erfgoed ontstond sinds 1984 de Federatie Industrieel Erfgoed Nederland (FIEN), waarbij een groot aantal organisaties zich hebben aangesloten. Aan belangenberhartiging voor wat toen vaak 'industriele archeologie' werd genoemd was geen gebrek. Waar het daarentegen wél aan ontbrak was partijen die herbestemming daadwerkelijk konden uitvoeren. Dit hiaat culmineerde in de jaren 90 tot een grote inventarisatie van het leegstaand industrieel erfgoed door de toenmalige Rijksdienst voor de Monumentenzorg, tot het uitroepen van 1996 tot het 'Jaar van het industrieel erfgoed' en de oprichting van de Nationale Maatschappij tot Restaureren & Herbestemmen van Cultureel Erfgoed BOEi. Na 2000 nam het herbestemmen een grote vlucht en was het ook bij commerciele partijen doorgedrongen dat het behoud van cultuurhistorische waarden naast sociale, ook economisch voordelen heeft. Sindsdien zijn steeds meer grote gebouwen en terreinen integraal herbestemd, zoals de NDSM werf in Amsterdam, of de Maassilo in Rotterdam. Een bekend project in het noorden van het land is de recente herbestemming van de voormalige gevangenis Blokhuispoort in Leeuwarden.

### Het woord 'herbestemmen'
Het woord 'herbestemmen' kwam pas in de jaren 90 in zwang. Het werd eind jaren 80 gemunt door architect Ed Schulte die bij de eerste grote herbestemmingsprojecten in de knel kwam met het tot dan toe reguliere woord 'hergebruik'. Dit woord had meerdere betekenissen en werd in de bouw ook gebruikt voor het gecontroleerd slopen van een pand, waarbij het bouwmateriaal opnieuw werd benut. Daar deze verwarring onwenselijk was, werd in een interne vergadering, vermoedelijk op de Academie voor Bouwkunst van de TU Eindhoven, het woord herbestemmen door Schulte bedacht. In mei 1987 werd het voor het eerst gebruikt in een editie van het tijdschrift Renovatie en Onderhoud (RO).

## Aanleiding voor herbestemming
Panden die voor herbestemming in aanmerking komen zijn vaak monumenten, beeldbepalend voor een stad of dorp of kenmerkend voor een streek. Om een pand geschikt te maken voor de nieuwe bestemming wordt deze vaak geheel of gedeeltelijk verbouwd of gerenoveerd. Door herbestemming blijft erfgoed behouden en ontstaat een veel aansprekendere leefomgeving met veel meer historische gelaagdheid. Bovendien voorkomt hergebruik van oude gebouwen de noodzaak om nieuwbouw in landelijk gebied te plaatsen.
Gebouwen worden altijd voor een bepaalde functie gebouwd. In de loop van de tijd kunnen gebouwen hun functie verliezen door
- technologische ontwikkelingen (watertorens),
- het wegvallen van een bedrijfstak (steenkolenmijn en strokartonfabriek),
- schaalvergroting (zuivelfabriek en aardappelmeelfabriek),
- het faillissement van de eigenaar, secularisatie (kerk),
- bevolkingskrimp en vergrijzing (scholen)
- of door verplaatsing van de bestaande (bedrijfs)activiteit naar elders.

## Bekende Nederlandse voorbeelden
Bekende Nederlandse voorbeelden van herbestemming zijn:
- bouw van woningen in watertorens
- Blokhuispoort Leeuwarden ; voormalige gevangenis, nu jeugdherberg, bibliotheek, poppodium en bedrijfsverzamelgebouw
- Paradiso; voormalige kerk, nu een popzaal
- Van Nellefabriek; voormalige fabriek voor verwerking van koffie en thee, tegenwoordig bedrijfsverzamelgebouw voor media en design
- Speelstad Oranje; voormalige aardappelmeelfabriek, nu overdekt pretpark
- Wunderland Kalkar; voormalige kweekreactor, nu pretpark (Duitsland)
- Boekwinkel in Dominicanenkerk (Maastricht)
- NDSM terrein Amsterdam
- Westergasfabriek Amsterdam
- Martkhal Rotterdam
- Maassilo Rotterdam
- Zwarte Silo Deventer